# Decoder per il digitale terrestre
Il decoder per il digitale terrestre è un set-top box adatto per la ricezione della televisione digitale terrestre.

## Classificazione dei decoder
In Italia si fa una distinzione di questo tipo:
- decoder zapper: sono decoder a prezzo ridotto che consentono solo la ricezione di canali in chiaro. Sono riconoscibili dal bollino grigio DGTVi.
- decoder interattivi: consentono l'accesso ai servizi interattivi, normalmente MHP. La maggior parte di questi set-top box consentono l'inserimento di una scheda per le pay TV. Sono riconoscibili dal bollino blu DGTVi.
- decoder HD: consentono la visione di canali in HDTV. Anche questi decoder consentono l'accesso ai servizi MHP. Sono riconoscibili dal bollino Gold DGTVi

A questi decoder possono essere aggiunte altre funzionalità come la registrazione di programmi e l'inserimento di una memoria di massa esterna, come una chiavetta.

## Decoder SCART
I decoder SCART sono set-top-box di dimensioni ridotte, i quali presentano la spina SCART sul corpo del decoder, quindi stanno nascosti dietro la televisione. Sono quasi sempre decoder zapper.